# Viersat
Viersat – miejscowość i gmina we Francji, w regionie Nowa Akwitania, w departamencie Creuse.
Według danych na rok 1990 gminę zamieszkiwało 378 osób, a gęstość zaludnienia wynosiła 13 osób/km² (wśród 747 gmin Limousin Viersat plasuje się na 308. miejscu pod względem liczby ludności, natomiast pod względem powierzchni na miejscu 184.).